# Gwijde II van Thouars
Gwijde II van Thouars (circa 1253 - 20 september 1308) was van 1274 tot aan zijn dood burggraaf van Thouars. Hij behoorde tot het huis Thouars.

## Levensloop
Gwijde II was de oudste zoon van burggraaf Amalrik IX van Thouars uit diens huwelijk met Margaretha van Lusignan, dochter van heer Hugo X van Lusignan.
In 1274 volgde hij zijn oom Savary IV op als burggraaf van Thouars. Gwijde liet al snel zijn oog vallen op de domeinen van zijn familie en deed dit zo gretig, dat het zelfs tot processen kwam. Ook paste hij de erfopvolgingswet van Thouars aan. Voortaan ging de erfopvolging van vader op zoon in plaats van op oudere broer naar jongere broer. Als de jongste broer overleed, ging het vruchtgebruik van de familiedomeinen naar de oudste zoon van de oudste broer. In 1278 wees zijn tante Agnes van Pons, de weduwe van Savary IV, hem eveneens alle domeinen toe die haar toekwamen.
Vermoedelijk nam Gwijde begin jaren 1300 deel aan de oorlog van koning Filips IV van Frankrijk tegen het graafschap Vlaanderen. In september 1308 overleed hij, waarna hij als burggraaf van Thouars werd opgevolgd door zijn oudste zoon Jan I.

## Huwelijken en nakomelingen
Hij was gehuwd met Margaretha van Brienne (overleden in 1310), dochter van graaf Jan I van Eu. Ze kregen volgende kinderen:
- Jan I (1284-1332), burggraaf van Thouars
- Hugo II (1285-1333), burggraaf van Thouars
- Lodewijk, heer van Talmont
- Gwijde
- Margaretha, huwde met heer Willem VI van Parthenay
- Isabella (1285-?), huwde met Lodewijk van Sancerre, heer van Sagonne
- Blanche, zuster in de Abdij van Maubuisson